# Phoriospongia canaliculata
Phoriospongia canaliculata är en svampdjursart som beskrevs av Lendenfeld 1889. Phoriospongia canaliculata ingår i släktet Phoriospongia och familjen Chondropsidae.
Artens utbredningsområde är havet kring Australien. Inga underarter finns listade i Catalogue of Life.